# Liste der Bodendenkmäler in Bibertal
Auf dieser Seite sind die Bodendenkmäler in der schwäbischen Gemeinde Bibertal zusammengestellt. Diese Tabelle ist eine Teilliste der Liste der Bodendenkmäler in Bayern. Grundlage ist die Bayerische Denkmalliste, die auf Basis des Bayerischen Denkmalschutzgesetzes vom 1. Oktober 1973 erstmals erstellt wurde und seither durch das Bayerische Landesamt für Denkmalpflege geführt wird. Die folgenden Angaben ersetzen nicht die rechtsverbindliche Auskunft der Denkmalschutzbehörde.

## Bodendenkmäler der Gemeinde Bibertal

### Bodendenkmäler im Ortsteil Anhofen
| Lage               | Objekt | Akten-Nr.     | Bild |
| ------------------ | --- | ------------- | ---- |
| Anhofen (Standort) | Mittelalterlicher Burgstall und Brandgräber vor- und frühgeschichtlicher Zeitstellung.                                 | D-7-7627-0004 |      |
| Anhofen (Standort) | Grabhügel der Hallstattzeit.                                                                                           | D-7-7627-0005 |      |
| Anhofen (Standort) | Mittelalterliche und frühneuzeitliche Befunde im Bereich der Katholischen Pfarrkirche St. Maria Immaculata in Anhofen. | D-7-7627-0110 |      |

### Bodendenkmäler im Ortsteil Bühl
| Lage            | Objekt                                                                        | Akten-Nr.     | Bild |
| --------------- | ----------------------------------------------------------------------------- | ------------- | ---- |
| Bühl (Standort) | Burgstall des Mittelalters.                                                   | D-7-7527-0016 |      |
| Bühl (Standort) | Körpergrab vor- und frühgeschichtlicher Zeitstellung.                         | D-7-7527-0017 |      |
| Bühl (Standort) | Mittelalterliche Vorgängerbauten der Katholischen Pfarrkirche St. Margaretha. | D-7-7527-0294 |      |

### Bodendenkmäler im Ortsteil Echlishausen
| Lage                                 | Objekt                                                                                              | Akten-Nr.     | Bild |
| ------------------------------------ | --------------------------------------------------------------------------------------------------- | ------------- | ---- |
| Echlishausen Römerstrasse (Standort) | Straße der römischen Kaiserzeit.                                                                    | D-7-7527-0012 |      |
| Echlishausen (Standort)              | Grabhügel vorgeschichtlicher Zeitstellung.                                                          | D-7-7527-0014 |      |
| Echlishausen (Standort)              | Siedlung vor- und frühgeschichtlicher Zeitstellung.                                                 | D-7-7527-0015 |      |
| Echlishausen (Standort)              | Mittelalterliche und frühneuzeitliche Befunde im Bereich der Katholischen Pfarrkirche St. Leonhard. | D-7-7527-0297 |      |

### Bodendenkmäler im Ortsteil Ettlishofen
| Lage                   | Objekt | Akten-Nr.     | Bild |
| ---------------------- | --- | ------------- | ---- |
| Ettlishofen (Standort) | Siedlung vorgeschichtlicher Zeitstellung.                                                                          | D-7-7627-0071 |      |
| Ettlishofen (Standort) | Mittelalterliche und frühneuzeitliche Befunde im Bereich der Katholischen Expositurkirche St. Ulrich und Leonhard. | D-7-7627-0108 |      |

### Bodendenkmäler im Ortsteil Großkissendorf
| Lage                      | Objekt                                                                                               | Akten-Nr.     | Bild |
| ------------------------- | --- | ------------- | ---- |
| Großkissendorf (Standort) | Mittelalterliche und frühneuzeitliche Befunde im Bereich der Katholischen Pfarrkirche St. Mauritius. | D-7-7627-0114 |      |

### Bodendenkmäler im Ortsteil Kleinkissendorf
| Lage                                   | Objekt                                                | Akten-Nr.     | Bild |
| -------------------------------------- | ----------------------------------------------------- | ------------- | ---- |
| Kleinkissendorf Gartenäcker (Standort) | Mittelalterlicher Turmhügel, Siedlung der Latènezeit. | D-7-7527-0054 |      |

### Bodendenkmäler im Ortsteil Schneckenhofen
| Lage                      | Objekt                          | Akten-Nr.     | Bild |
| ------------------------- | ------------------------------- | ------------- | ---- |
| Schneckenhofen (Standort) | Gräber des frühen Mittelalters. | D-7-7527-0056 |      |

### Bodendenkmäler im Ortsteil Silheim
| Lage               | Objekt                                                                                          | Akten-Nr.     | Bild |
| ------------------ | ----------------------------------------------------------------------------------------------- | ------------- | ---- |
| Silheim (Standort) | Grabhügel vorgeschichtlicher Zeitstellung.                                                      | D-7-7527-0019 |      |
| Silheim (Standort) | Mittelalterliche und frühneuzeitliche Befunde im Bereich der Katholischen Kirche St. Apollonia. | D-7-7627-0116 |      |

## Ehemalige Bodendenkmäler in Bibertal
| Lage                           | Objekt                                                          | Akten-Nr.     | Bild |
| ------------------------------ | --------------------------------------------------------------- | ------------- | ---- |
| St. Leonhardstrasse (Standort) | Mittelalterlicher und frühneuzeitlicher Altort von Echlishausen | D-7-7527-0296 |      |